# Vesta (Minnesota)
Vesta es una ciudad ubicada en el condado de Redwood en el estado estadounidense de Minnesota. En el Censo de 2010 tenía una población de 319 habitantes y una densidad poblacional de 304,12 personas por km².

## Geografía
Vesta se encuentra ubicada en las coordenadas 44°30′24″N 95°24′50″O / 44.50667, -95.41389. Según la Oficina del Censo de los Estados Unidos, Vesta tiene una superficie total de 1.05 km², de la cual 1.05 km² corresponden a tierra firme y (0%) 0 km² es agua.

## Demografía
Según el censo de 2010, había 319 personas residiendo en Vesta. La densidad de población era de 304,12 hab./km². De los 319 habitantes, Vesta estaba compuesto por el 94.67% blancos, el 0.94% eran afroamericanos, el 0.63% eran amerindios, el 1.88% eran asiáticos, el 0% eran isleños del Pacífico, el 0% eran de otras razas y el 1.88% pertenecían a dos o más razas. Del total de la población el 0% eran hispanos o latinos de cualquier raza.